# Aleksander Aleksy
Aleksander Aleksy, ps. Alekso (ur. 16 grudnia 1905 w Charkowie, zm. 14 listopada 1977 w Lublinie) – polski aktor, reżyser, tłumacz, pianista, kompozytor, autor tekstów.

## Początki kariery
Był synem Józefa i Konstancji Alekso, mężem Marii Wandy Alekso z Mierzejewskich. Uczył się w Gimnazjum św. Katarzyny w Petersburgu i na wieczorowych kursach maturalnych w Wilnie. W 1922 był słuchaczem Wileńskiej Szkoły Dramatycznej. Jako uczeń występował w wileńskim Teatrze Powszechnym im. Syrokomli oraz w Teatrze Wielkim. Potem wyjechał do Lwowa, gdzie został słuchaczem Szkoły Dramatycznej F. Frączkowskiego i ukończył ją w 1925 Występował tam równocześnie w Teatrze Bagatela i Wielkim. W 1925, po zdaniu egzaminu ZASP-u, był aktorem w Grodnie. W drugiej połowie 1926 występował w Teatrze Polskim w Kaliszu. Od 1927 występował w Teatrze Miejskim w Toruniu. W 1928 powrócił do Grodna i zaangażował się do Teatru Miejskiego. W latach 1929–1931 występował w Łodzi w Teatrze Popularnym i Teatrze Dobry Wieczór. W latach 1931–1938 prowadził własne imprezy objazdowe, a także grywał m.in. we Lwowie, Wilnie, Bydgoszczy, Poznaniu, Katowicach, Grodnie. Występował sporadycznie w Warszawie. W sezonie 1938/39 grał w Teatrze Malickiej.
Podczas II wojny światowej przebywał w Łodzi. W 1941 aresztowany przez gestapo, następne dwa lata był więziony. 19 I 1945, po wkroczeniu Armii Czerwonej, ponownie aresztowany, trzy lata przebywał w ZSRR.

## Lata późniejsze
Od stycznia 1948 należał do zespołu Teatru Miejskiego w Kaliszu gdzie wyreżyserował "Dom pod Oświęcimiem". W latach 1948–1949 był aktorem teatrów we Wrocławiu. Od sezonu 1950 wrócił do Kalisza. Był tam jednym z kierowników artystycznych teatru. Wyreżyserował wtedy "Niemców" oraz "Odwety".
W czerwcu 1952 przybył do Lublina, by objąć rolę Podstolego ("Zbiegowie") po nagle zmarłym Jerzym Rygierze. Od 1953 do końca życia był aktorem Teatrze im. Osterwy w Lublinie (od 1973 jako emeryt). W Teatrze lubelskim oprócz występów scenicznych, zajmował się też reżyserią. Wystawił m.in. "Dramat księżycowy" (1956), "Maskaradę" M. Lermontowa (1962), "Damy i huzary" (1965), "Pożądanie w cieniu wiązów" (1972).
Gościnnie reżyserował spektakle w innych teatrach m.in. "Wesołą wdówkę" w Teatrze Muzycznym w Lublinie (1958)," Pannę mężatkę" w Teatrze Ziemi Lubuskiej w Zielonej Górze (1959).
Tłumaczył dramaty z języka rosyjskiego. Często występował w teatrze radiowym. Najpełniejszy rozwój aktorstwa Aleksandra Aleksego przypadł na ostatni okres pracy, kiedy był związany z teatrem lubelskim. Wtedy również odnosił największe sukcesy i był ulubieńcem lubelskiej publiczności zarówno w repertuarze poważnym, jak i komediowym. Zmarł w swoim domu w nocy z 13 na 14 listopada 1977

## Role teatralne (wybór)
1922–1939
Wilno
1. Antek ("Polacy w Ameryce"),
2. Dutkiewicz ("Kościuszko pod Racławicami")

Toruń
1. Rodryg ("Otello"),
2. Kościuszko ("Książę Józef Poniatowski"),
3. Wajda ("Fura słomy"),
4. Janek ("Krakowiacy i Górale"),
5. Grzela ("Szkoła żon")

1948–1977
Wrocław
1. Herbert Price'a ("Pociąg widmo" 1948)
2. Honorowy konsula Chile ("Lew na placu" 1949)

Kalisz
1. Peters ("Niemcy" 1950)
2. Okulicz ("Odwety" 1950)

Lublin
1. Makarenko ("Poemat pedagogiczny", 1952)
2. Szambelan ("Głupi Jakub", 1954)
3. Korbut ("Dom na Twardej", 1954)
4. Wojewoda ("Mazepa" 1955)[4]
5. Damazy ("Pan Damazy" 1955)
6. Prochor ("Wassa Żeleznowa" 1955)
7. Major ("Fantazy", 1956)
8. Messerschmann ("Zaproszenie do zamku", 1957)
9. Wurm ("Intryga i miłość", 1958)
10. Major ("Panna mężatka" 1958, jubileusz trzydziestopięciolecia pracy aktorskiej)
11. Filip II ("Don Carlos", 1959)
12. Phil Hogan ("Księżyc świeci nieszczęśliwym", 1960)
13. Jaskrowicz ("Grzech", 1963)
14. Wojewoda ("Zaczarowane koło" 1964, Przeniesienie przedstawienia z Teatru im. Osterwy w Lublinie do Teatru Telewizji w ramach I Telewizyjnego Festiwalu Teatrów Dramatycznych)
15. Dyndalski ("Zemsta", 1968)
16. Doktor ("W małym domku" 1969, jubileusz czterdziestopięciolecia pracy aktorskiej)
17. Papież ("Kordian", 1970)
18. Efraim Cabot ("Pożądanie w cieniu wiązów", 1972)
19. Horodniczy ("Rewizor" 1973, jubileusz pięćdziesięciolecia pracy aktorskiej)

## Filmografia
1. 1971 - 150 na godzinę – ksiądz; (nie występuje w czołówce)
2. 1960 - Rzeczywistość – starosta
3. 1958 - Dwoje z wielkiej rzeki – Sawczuk

## Odznaczenia i nagrody
- Krzyż Kawalerski Orderu Odrodzenia Polski (1964)
- Złoty Krzyż Zasługi (1957)